# Charoïta
La charoïta és un mineral de la classe dels silicats. Anomenada així per la seva localitat tipus, a la confluència dels rius Chara i Tokko. Altres fonts defensen que el nom prové del rus “chary” que vol dir “màgic” i no pas pel riu Chara que es troba a 70 km de la localitat tipus.

## Classificació
Segons la classificació de Nickel-Strunz, la charoïta pertany a «09.DG - Inosilicats amb 3 cadenes senzilles i múltiples periòdiques» juntament amb els següents minerals: ferrobustamita, pectolita, serandita, wol·lastonita, wol·lastonita-1A, cascandita, plombierita, clinotobermorita, riversideïta, tobermorita, foshagita, jennita, paraumbita, umbita, sørensenita, xonotlita, hil·lebrandita, zorita, chivruaïta, haineaultita, epididimita, eudidimita, elpidita, fenaksita, litidionita, manaksita, tinaksita, tokkoïta, senkevichita, canasita, fluorcanasita, miserita, frankamenita, bustamita, yuksporita i eveslogita.

## Característiques
La charoïta és un silicat de fórmula química (K,Sr)15-16(Ca,Na)32[Si₆O11(O,OH)₆]₂[Si₁₂O18(O,OH)₁₂]₂[Si17O25(O,OH)18]₂(OH,F)₄·~3H₂O. Cristal·litza en el sistema monoclínic. La seva duresa a l'escala de Mohs és 5 a 6.

## Formació i jaciments
S'ha descrit només al Massís de Murunskii, un massís sienític, en roques metasomàtiques formades entre 200 i 250 °C i enriquides en potassi en contacte amb les calcàries del mateix massís. Ha estat descrit només a la seva localitat tipus.